# Toyismo

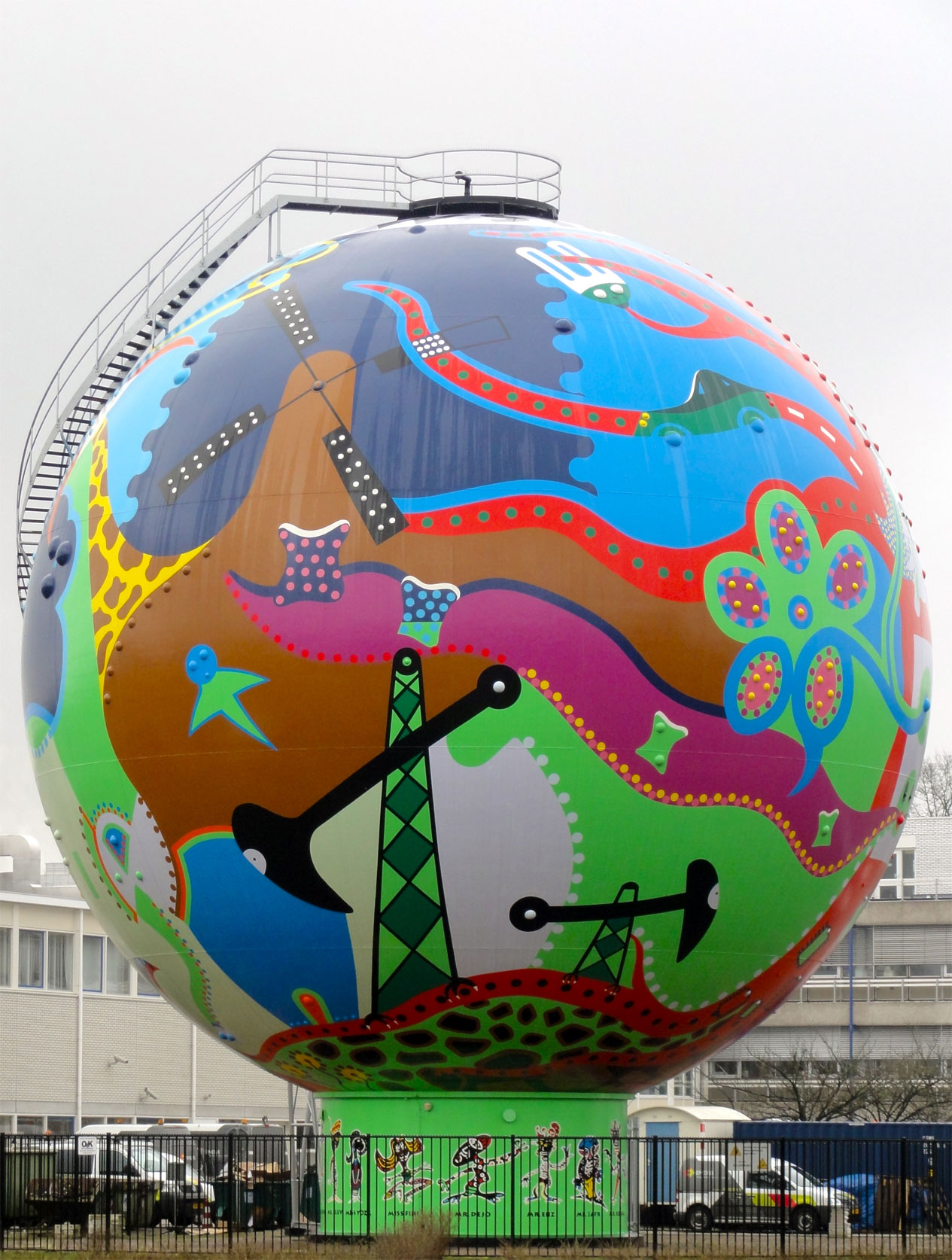
De Stip - Viviendo con energía situado en Dordsestraat en Emmen

Toyismo es un movimiento de arte contemporáneo originado en los años 90 en Emmen, Países Bajos. La palabra simboliza el carácter divertido de las obras de arte y la filosofía detrás de él. El sufijo ‘ismo' refiere a la cercanía que existe en ambos casos, el mundo de arte y religión. No obstante, el juego del Toyismo es un asunto serio que nos muestra un mundo nuevo, con perspectiva crítica y sensible en nuestro día de hoy.

## Origen

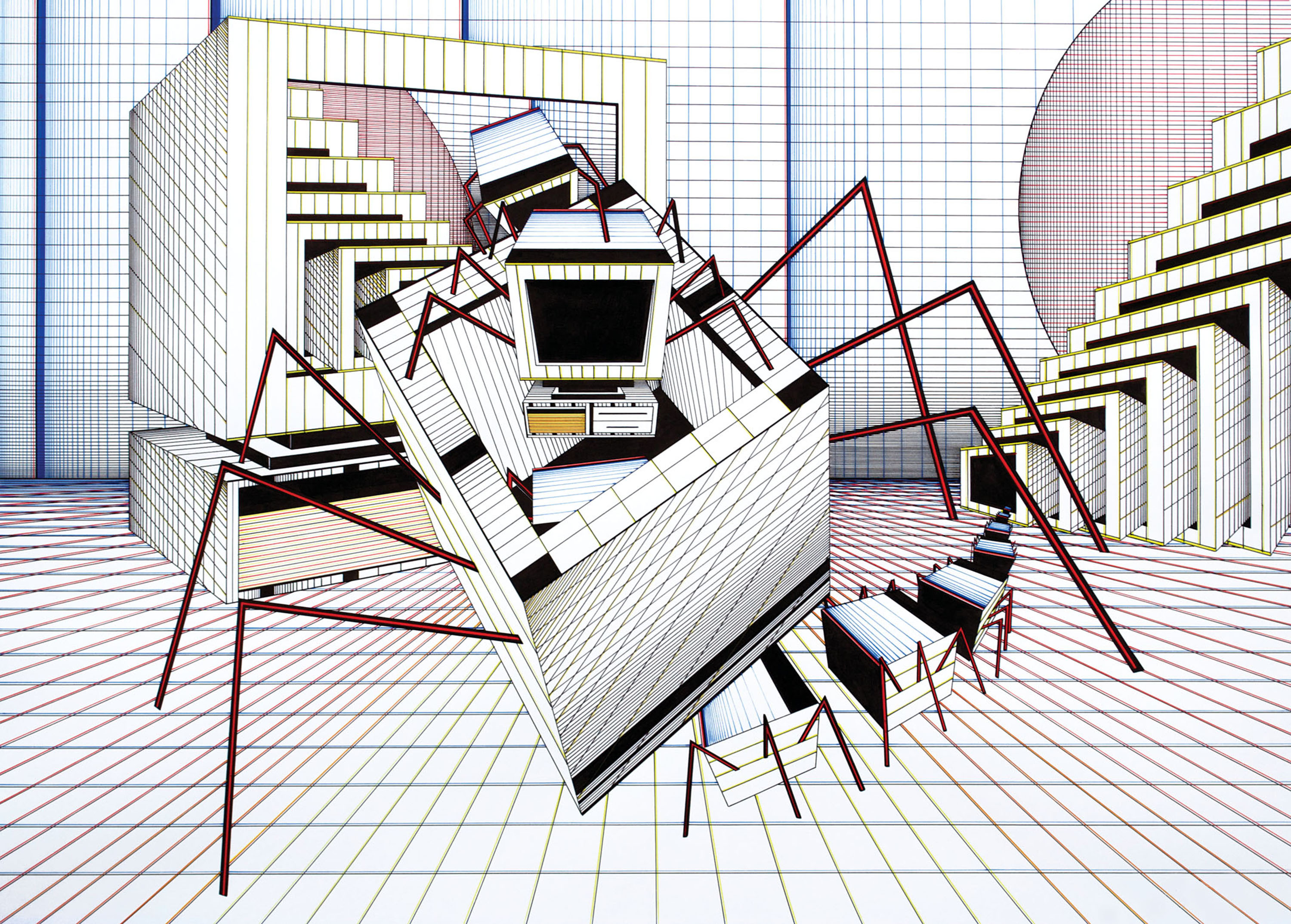
Escape de arañas del ordenador, por Dejo, 1990

El Toyismo como movimiento de arte es una reacción al mundo postmoderno del individualismo, el cual existió desde 70s hasta los 90s, la era en que “todo está permitido”. El nombre es originado en 1990 cuando el artista "Dejo" hizo un trabajo en diseño gráfico el cual estuvo titulado  "Escape de las arañas del ordenador" . Sea este trabajo y trabajos similares más tardíos que dieran origen del estilo a principios de los noventa. Aun así, tomo otros dos años antes de que ello resultara en un manifiesto. El 5 de septiembre de 1992 el artista y músico Dejo (seudónimo) de Emmen escribe un manifiesto llamado Madre e introduce el Toyismo a la audiencia.

## Historia
El Toyismo puede ser dividido en dos periodos diferentes, el periodo de 1992 hasta el 2000, y del 2002 hasta el presente.

### 1992-2000
Un par de meses después de que el manifiesto estuvo escrito, dos otros artistas de Emmen se unieron al movimiento. En el primer periodo mayoritariamente los temas estuvieron ligados a un estilo surrealista y la presencia de iconos fijos (ordenador, transbordador espacial y oso teddy) en sus pinturas. Estos iconos fueron representados por los artistas. La primera exposición fue el 24 de febrero de 1993 en Het Veenpark. Un año después el trabajo de fundación estuvo exhibido en Ciudad de Nueva York. En la base era un estilo figurativo  con áreas uniformes de color y elementos simplistas que venían inspirados en Super Mario de Nintendo. Después de la caída del triunvirato de artistas iniciales, el fundador Dejo decidió hacer un viaje alrededor del mundo y se vio inspirado para hacer del Toyismo un movimiento más internacional y abierto.

### 2002
Después de su viaje alrededor del mundo Dejo reescribió el manifiesto y dio el acceso de artistas para unirse al movimiento. Es en el 2002 que el grupo de artistas crece exponencialmente y artistas de Tailandia, Sudáfrica, Malasia, Estados Unidos, Islandia, México, Perú, Italia, Australia, Canadá, Bélgica, Países Bajos, Rumanía, Alemania y China deciden participar.  

### Presente
A día de hoy el toyismo ha creado 800 obras de arte, variando de pinturas a esculturas y edificios. El toyismo tuvo una galería-estudio permanente en Emmen hasta 2015. En el mismo año reubicaron su sede a la ciudad de Groningen. Tuvieron una galería en Villa Heymans al lado del Groninger Museo por dos años. Desde 2017 están localizados a lado del KLM Academia de Vuelo y Groningen Aeropuerto Eelde.

## Filosofía
La filosofía del Toyismo dice que los artistas operan como un colectivo, en vez de individualidades separadas, por ello un Toyista no puede ser visto tan o más importante o famoso que el otro. no hay ninguna rivalidad entre los artistas. El mensaje evidente que llevan a cabo es que lo que cuenta son las obras de arte, no el artista quien, o que lo ha creado. A pesar de que los artistas hacen su arte propio, en muchas ocasiones los Toyistas trabajan en conjunto, lo cual significa que la obra de arte producida no puede ser atribuida a un solo artista.

## Manifiesto
El manifiesto secreto Madre contiene una paleta de ingredientes qué principalmente son pinturas, pero últimamente también esculturas, serigrafías, joyas y arte en vidrio. El significado del manifiesto es sólo para ser leído por los artistas miembros. Las obras de arte pueden ser vistas como los hijos de Madre y uno o más padres (los artistas). Un padre puede ser cualquiera un hombre o una mujer, o aún más artistas que representan un padre junto a  Madre. Esto puede ser establecido debido a las características anónimas de los padres, ellos operan utilizando un seudónimo que esconde su identidad real para la audiencia. Cada padre mezcla sus ideas con las características propiedades de Madre. Esto fuertemente conecta los hijos, después de todo surgieron de Madre.

## Seudónimo
Cada toyista que forma el grupo escoge un seudónimo (como nombre) empezando con uno de las letras disponibles del alfabeto, una letra que todavía no esta en uso por otro toyista. Esto significa que el grupo no puede ser representado por más de 26 artistas. Cada uno de los toyistas escoge un títere, como un icono que representa el artista.
Mediante este títere el toyista tiene su cara propia hacia el público, a pesar de que él o ella es de hecho sin rostro. Los Toyistas nunca exponen su cara humana (en foto o video), en cambio llevan máscaras para cubrir su identidad.
Todos los toyistas, bajo sus seudónimos, quienes han sido todavía son parte del movimiento:
- Alfago
- Amukek
- Aniyina
- Bogha
- Bliissem
- Clamaoing
- Cluv
- Dejo
- Eiiz
- Fihi
- Gihili
- Hribso
- Iffio
- Iqoy
- Jaf’r
- Kixoz
- Knafoe
- Link
- Lodieteb
- Miku
- Mwano
- Nooiya
- Ollafinah
- Pixy
- Qooimee
- Roq
- Sassy
- Srylyn
- Toescat
- UULUU
- Vixyv
- Wennigeb
- Wolemeo
- Wywy
- Xippez
- Yoza
- Yicazoo
- Zigowst

## Características
- Figurativo
- Narran una historia o varias
- Los colores no se mezclan,  destacan uno con otro
- Puntos
- Excelente trabajo a mano
- Temas contemporáneos
- Alegre a primera vista, pero a menudo con un serio mensaje

## Proyectos
En 2004 este concepto de juego está ingeniado. Dos artistas en una batalla uno contra otro y al hacer todo junto crean una composición. Basado en los juegos como el tres en línea, Ajedrez y Cuatro-en-un-fila dos temas principales (y cuándo aplica sub-temas) esto resulta de los artistas al participar. Mayoritariamente la obra de arte completa consta de piezas separadas de arte que puede ser unido junto de manera diferente, visualizando situaciones de juego diferente.

### El Proyecto El Punto (De Stip)

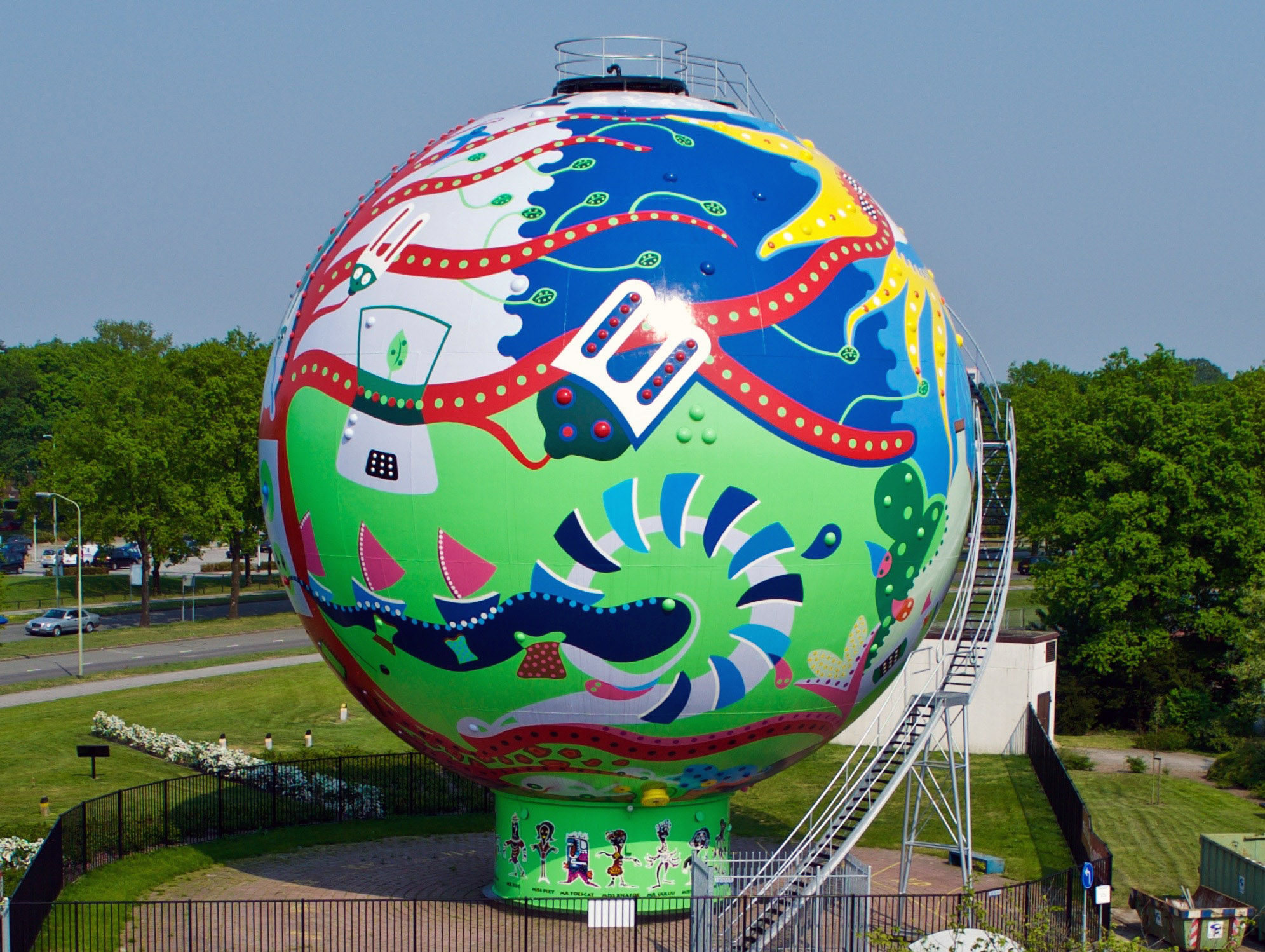
El Punto, Emmen, NL

El 14 de julio de 2009, el grupo se aventuró en un extenso proyecto: pintar un contenedor de almacenamiento de gas esférico, con 22 metros de altura y 1250 metros cuadrados de superficie, situado en Emmen, Países Bajos . Los Toyistas transformaron este objeto en 9 meses (6000 horas) en una colorida obra de arte llamada The Dot que cuenta la historia de Live with Energy . 

### Toyism Ka
Un Ford Ka se ha transformado en una obra de arte de conducción que se ha movido por la ciudad de Emmen y, finalmente, fue comprada por una persona privada durante una venta pública. 

### Desfile de elefantes 2010
En 2010 se celebró el Desfile de elefantes en Emmen, el mismo año en que Dierenpark Emmen celebraba su 75 aniversario. Para esta ocasión los toyistas diseñaron "E-Phant" (Energía-Phant). Al ser una extensión del proyecto "Living with Energy", E-Phant está equipado con colectores solares en sus oídos, con los que se cargan las baterías durante el día y veinte luces LED circundantes brillan por cada oído cuando oscurece. 

### Hotel Ten Cate

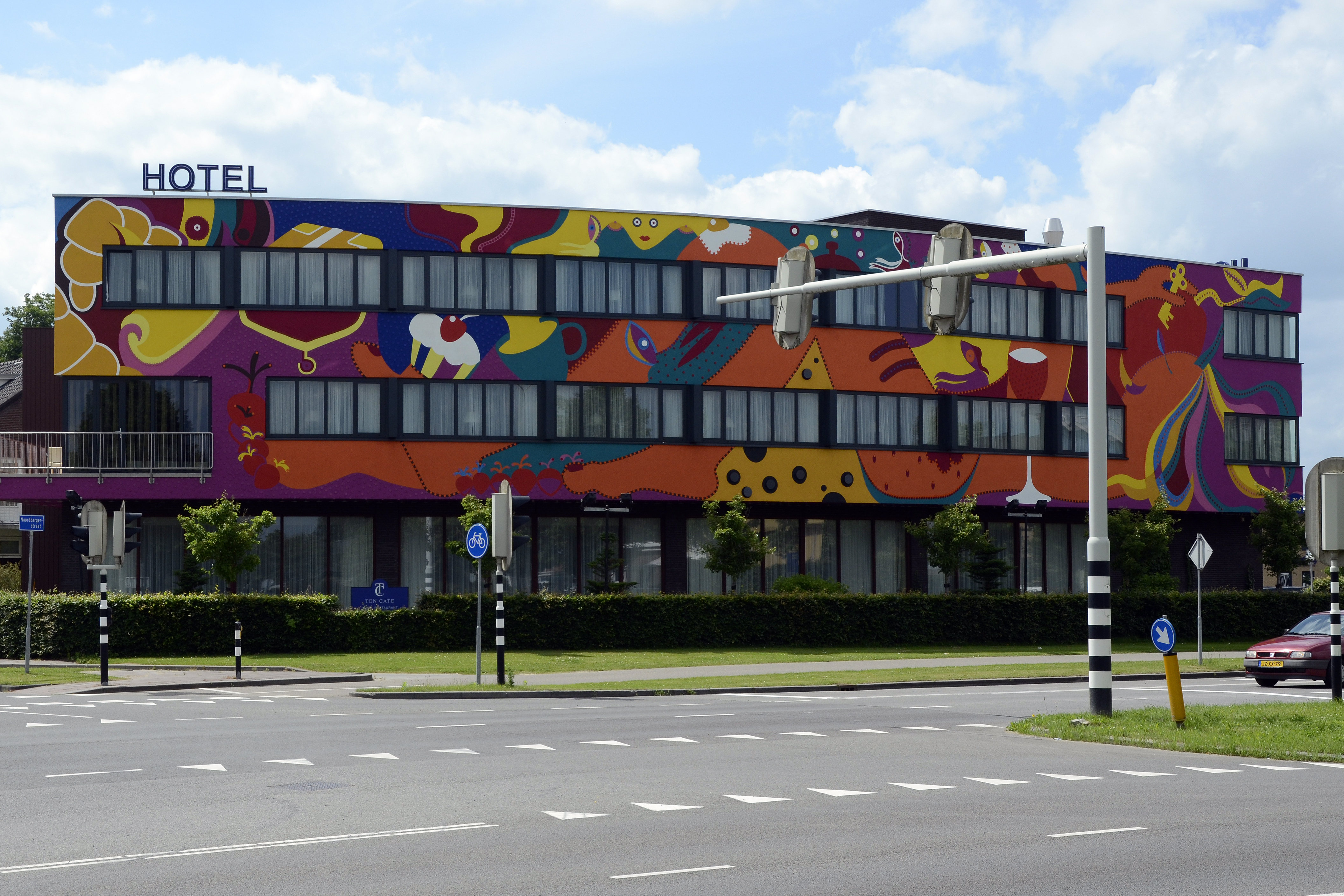
Hotel Ten Cate, Emmen, NL

En 2012, los Toyistas comenzaron a transformar completamente el Hotel Ten Cate en Emmen en una enorme obra de arte. El 16 de mayo de 2012 tuvo lugar la revelación oficial. La fachada se transformó en una pintura gigantesca llamada "Sueños para el desayuno". Dentro del hotel, una habitación se convirtió en una obra de arte en la que las personas pueden dormir. En octubre del mismo año se entregaron otras seis habitaciones de hotel y hay más que seguir en los próximos años. Las habitaciones no solo están sujetas a pintura, sino que también se contemplan el revestimiento del piso y las cortinas. Cada habitación tiene su propio tema, por ejemplo 'Savanne - The Dreaming Lion', 'Cinema - Charley Playing the Piano', 'Bal Masqué - Hide and Seek', 'Underwaterworld - Secrets of the Ocean'. 

### Uppspretta

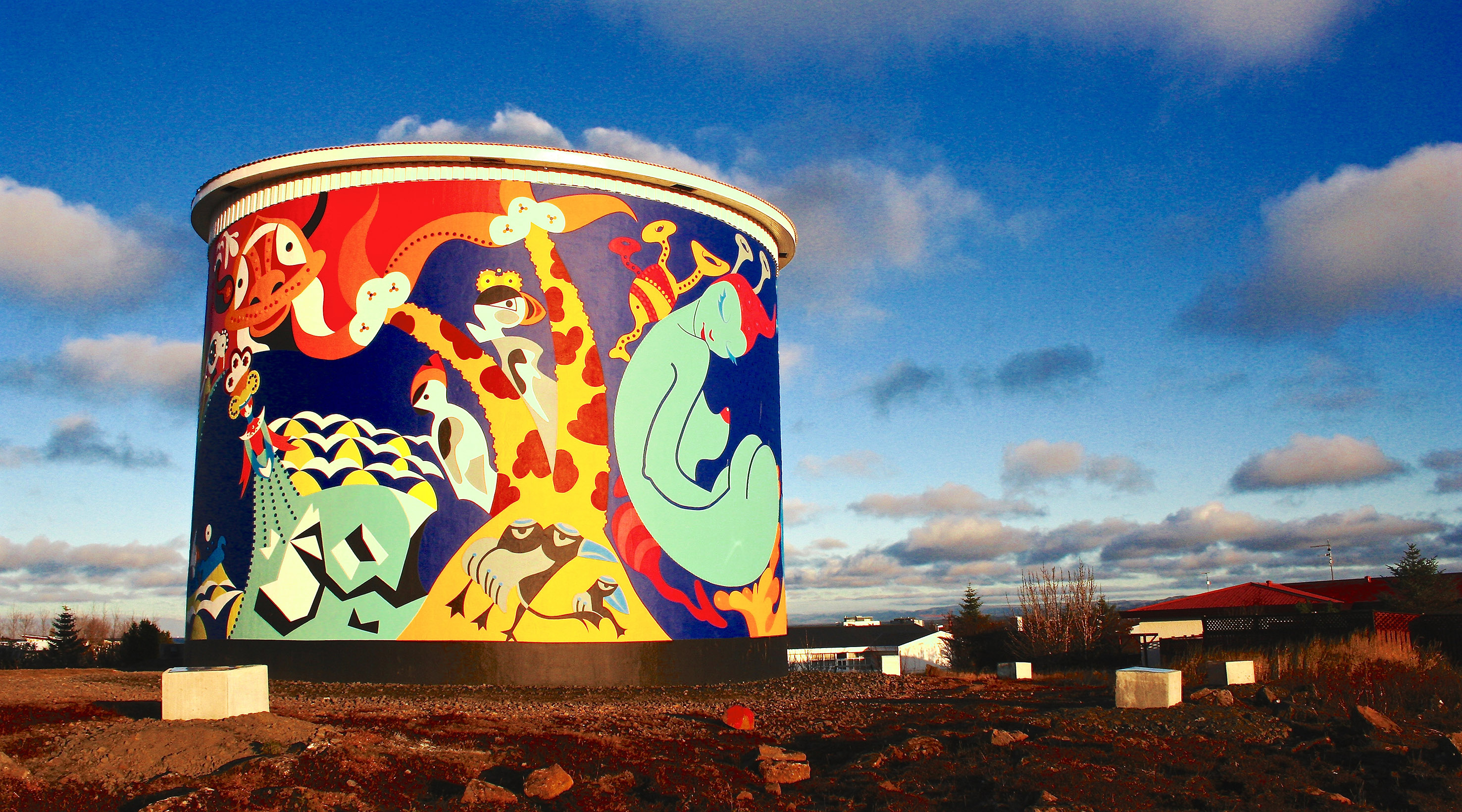
Uppspretta, Keflavík, ES

Una torre de agua abandonada situada en Keflavík, Islandia, ha sido transformada mágicamente por los toyistas. La colorida historia que se muestra en este objeto representa la leyenda de Uppspretta . El proyecto se realizó durante el verano de 2013, con un clima muy malo y 11 expertos completaron esta tarea en solo 6 semanas. Con Uppspretta, los toyistas han dado su primer paso en el extranjero como un colectivo artístico. 

### Manía de los caballos de fuerza
Como una comisión del gobierno, el toyismo realizó seis esculturas y una pintura sobre la historia del TT holandés que forma parte del Moto GP y se lleva a cabo en el TT Circuit Assen . Las seis esculturas se colocaron a lo largo de la ruta histórica que abarca varias ciudades en la provincia de Drenthe . corredores como Marc Márquez, Valentino Rossi, Kevin Schwantz, Jack Middelburg, Wil Hartog y Giacomo Agostini desempeñan un papel destacado en las obras de arte. 

### El holandés volador
En 2017, el Toyismo celebró su 25 aniversario en el antiguo edificio de la Academia Real de Vuelo KLM en el aeropuerto Eelde de Groningen al realizar la escultura "The Flying Dutchman". La escultura es tanto una referencia a la Real Academia de Vuelo de KLM como al movimiento de arte holandés De Stijl . El edificio fue, entre otros, diseñado por Bart van der Leck . 

### Que hay para cenar
En 2018 Toyism ganó el primer premio en un concurso de artistas creado por la embajada del Reino de los Países Bajos en Beijing, China. El mural "Qué hay para cenar" se colocó en una pared en la Zona de Arte 798, que forma parte del distrito de Chaoyang . 

### Arca de Noé - La Filosofía de la Fe
En Hong Kong, en la escuela primaria Kei Faat (Yau Tong), Toyism creó seis murales con el tema Arca de Noé en el período del 1 de octubre al 31 de octubre de 2018. El proyecto se creó como un proyecto de arte comunitario y con la ayuda de estudiantes, padres y maestros, los Toyistas pintaron los murales.

## Representación
Los toyistas están representados por Toyisme Studio en los Países Bajos . 

### Acotaciones
- "Hasta ahora, cada artista ha jugado un juego individual dentro de su propia composición. Ahora las composiciones se han convertido en el punto de partida para todos, de modo que la obra de dos artistas se puede combinar en una obra de arte a través de ciertas reglas de juego ".[8]
- "Lo que me parece aún más interesante es el sentido contemporáneo del Toyismo. Vivimos en una época de individualismo con características egocéntricas. Los toyistas se presentan como grupo. Eso es exactamente lo que los distingue del resto ".[9]
- "Establecer el marco. Determinar el campo de juego. Van a acuerdos claros (. . . ) En contraste con lo que se suele creer, los acuerdos y las reglas estrictas no deben interferir con el placer o el proceso creativo. Dibujar las líneas durante el juego y conocer los límites del campo de juego, manejar las restricciones de forma creativa e intentar obtener el máximo de ti mismo y del juego, esas son cosas que los expertos en juguetes saben. En realidad, de eso se trata todo para ellos " [10]
- "Hay innumerables artistas, pero contables son los que están en la vanguardia".[11]

## enlaces externos
- www.toyisten.nl
- toyism.biz Archivado el 28 de diciembre de 2013 en Wayback Machine.
- Hotel en Emmen veranderd in groot schilderij (en neerlandés)

- Datos: Q2362424
- Multimedia: Toyism / Q2362424